# Jakub Jozef Orliński
Jakub Józef Orliński (Varsóvia, 8 de dezembro de 1990) é um cantor lírico polonês e dançarino de break, formado na Chopin University of Music e na Juilliard School. Ao longo de sua carreira, ele já desempenhou papéis principais em muitas companhias de ópera, incluindo Metropolitan Opera, Royal Opera House, Grande Teatro de Varsóvia e Ópera de Frankfurt.
Ao decorrer de sua carreira, ele já recebeu diversos prêmios internacionais, incluindo o Gramophone Classical Music Award (2019), International Opera Award (2021) e o International Classical Music Award (2022).

## Educação e carreira
Natural da Polônia, Orliński nasceu em 8 de dezembro de 1990 em Varsóvia. Após cantar em um coral quando criança, na adolescência, Orliński juntou-se a um grupo lírico masculino e foi escolhido para assumir papéis como contratenor em algumas músicas renascentistas . Desenvolveu grande interesse pelo grupo britânico de canto a capella, The King's Singers, o que o levou a se interessar ainda mais pelo gênero músical.
Iniciou a sua carreira musical no coro masculino Gregorianum liderado por Berenika Jozajtis, com o qual se apresentou na Polônia e em outros países. Ele é formado na Universidade de Música Fryderyk Chopin e durante seus estudos, fez parte de diversas apresentações organizadas pela sua Universidade e pela Academia Nacional de Arte Dramática Aleksander Zelwerowicz.
Desde 2012, Orliński é membro da Academia de Ópera do Grande Teatro de Varsóvia e, de 2015 a 2017 estudou na Juilliard School com a soprano canadense, Edith Wiens . Na Polônia, desempenhou os papéis de Cupido na peça de ópera Vênus e Adônis do compositor barroco Blow, e Narciso em Agripina, de Handel . Durante sua estada na Alemanha, ele desempenhou o papel de Ruggiero em Alcina de Handel nas cidades de Aachen e Cottbus, e executou canções selecionadas de Purcell na Ópera de Leipzig.
Já se apresentou no Carnegie Hall, bem como no Alice Tully Hall no Lincoln Center for the Performing Arts em Nova York, o que lhe rendeu críticas positivas do The New York Times. As apresentações incluíram O Messias de Handel, em cooperação com o Musica Sacra e Oratorio Society of New York . Jakub também atuou em Flight, de Jonathan Dove, em parceria com a Juilliard Opera.
No ano de 2017, ele assumiu o papel de Ottone em Agrippina de Handel com La Serenissima: Music and Arts From the Venetian Republic, do Carnegie Hall. Participou também do Festival Handel de Karlsruhe, onde performou Nisi Dominus de Vivaldi e trechos de Dixit Dominus de Handel. Naquele mesmo ano, Orliński fez sua estréia no Festival d'Aix-en-Provence na ópera Erismena, de Cavalli . Sua interpretação da música Vedrò con mio diletto da ópera Giustino de Vivaldi, recebeu mais de 10 milhões de visualizações no YouTube em 2023. As aparições televisivas de Jakub, incluindo sua performance no "Concert de Paris" na Torre Eiffel e "Rebâtir Notre Dame de Paris", ambos com a Orchestre National de France, e o concerto de premiação de Victoires de la musique classique na qual ele foi acompanhado pela Opéra National de Lyon, foram transmitido para milhares de telespectadores ao redor do globo.
Jakub estreou na Ópera de Frankfurt na temporada de 2017-2018 como o personagem-título da ópera Rinaldo, de Handel. Em 2019, após ser convidado para interpretar Eustazio na produção da Ópera Glyndebourne em Rinaldo, Orliński foi orientado a ensaiar durante duas semanas para assumir o papel-título.
O primeiro álbum de estúdio de Orliński como sua estréia solista, Anima Sacra, foi lançado pela gravadora Erato em 26 de outubro de 2018, com instrumentais da orquestra Il Pomo d'Oro dirigida pelo maestro russo Maxim Emelyanychev . As faixas do álbum consistem em árias barrocas de vários compositores da Escola Napolitana, incluindo o que se acredita serem gravações de estreia mundial de oito obras.
Em 2019, Jakub ganhou o Prémio cultural O!Lśnienie apresentado pela Onet e pela cidade de Cracóvia, sob a categoria de música clássica e jazz. Em outubro daquele ano, ele ganhou o Prêmio Gramofone de Música Clássica na categoria de Jovem Artista do Ano. No ano seguinte em 2020, recebeu o Prêmio Paszport Polityki, concedido anualmente pela Polityka na categoria de música clássica.
O seu segundo álbum solo, Facce d'amore, lançado em 2019, consistindo em "uma coleção ampla e bem escolhida dedicada às muitas facetas do amor" de óperas de Cavalli, Boretti, Bononcini, Scarlatti, Handel, Predieri, Matteis e Conti, recebeu elogios do crítico Brian Robins, que falou dos "talentos como cantor dramático" de Orliński e sua "ornamentação estilosa", resumindo sua voz como um "tonal doce".
Em setembro do ano de 2020, recebeu o título de Melhor Cantor do Ano em Berlim, de acordo com os leitores da revista alemã Opernwelt . Fez sua estreia no Metropolitan Opera em Nova York em dezembro de 2021, após ter sido escolhido para interpretar o papel do alter ego do personagem Orfeu na ópera Eurídice, de Matthew Aucoin .
No mesmo ano, recebeu uma indicação ao Grammy na categoria de Melhor Gravação de Ópera por sua interpretação em Handel: Agrippina, dirigida por Maxim Emelyanychev com o Il Pomo d'Oro.
Em janeiro de 2022, Jakub estreou na Royal Opera House de Londres no papel de Didymus, na produção da diretora de teatro Katie Mitchell, do oratório Theodora de George Frideric Handel . Ele também adicionou mais outra ópera de Handel ao seu repertório no ano de 2023, quando interpretou o papél de Athamas e de Cupido em Semele em Munique.
Tendo assumido o papel do Orfeo de Gluck em seu repertório, ele apresentou-se na ópera em diversos locais; em uma ocasião, na produção de Matthew Ozawa na Ópera de São Francisco em novembro do ano de 2022, Orliński abriu a ópera dançando break. Um crítico comentou que Orliński foi "escalado à perfeição" e, que com a soprano Meigui Zhang, "cantou e atuou maravilhosamente, com uma qualidade jovial e picante".
Ainda naquele ano, Orliński recebeu sua segunda indicação ao Grammy sob a categoria de Melhor Gravação de Ópera por sua atuação em Eurydice, de Matthew Aucoin, produzida pela Metropolitan Opera Orchestra e dirigida por Yannick Nézet-Séguin .

## Vida pessoal
Orliński é campeão de breakdance e também membro do coletivo de breakdance Skill Fanatikz Crew. Ele é conhecido por ocasionalmente combinar breakdance com ópera. Ele também foi modelo para marcas de moda como a Nike e a Levi's . Em 2019, ele fez parte de uma sessão fotográfica no Royal Baths Park, na sua cidade natal Varsóvia, e posteriormente estampou a capa da primeira edição da revista Vogue Masculina na Polônia. Em 2022, Jakub foi tema do documentário da emissora européia Arte, "Jakub Józef Orliński - Music for a While", na direção de Martin Mirabel.

## Prêmios
- 1º Prêmio no Concurso Vocal Marcella Kochańska Sembrich, Nova York, Estados Unidos (2015) [36]
- 2º Prémio no IX Concurso Internacional Stanisław Moniuszko Vocal, Varsóvia, Polónia (2016) [37]
- Vencedor do 1º Lugar no Concurso Lyndon Woodside Oratorio-Solo, Nova York, Estados Unidos (2016) [38]
- Vencedor da Grande Final nas Audições do Metropolitan Opera National Council, Nova Iorque, Estados Unidos (2016) [39]
- Prêmio Opus Klassik na categoria Recital Vocal Solo (Ópera) por sua atuação em Anima Sacra, Alemanha (2019) [40]
- Prêmio Gramophone de Música Clássica, Londres, Grã-Bretanha (2019) [41]
- Paszport Polityki na categoria Música Clássica, Polônia (2020) [42][43]
- Prêmio Internacional de Ópera de Melhor Gravação (Recital Solo), Londres, Grã-Bretanha (2021) [44][45]
- Prêmio Internacional de Música Clássica por seu álbum Anima Aeterna, França (2022) [46]
- Prêmio Opus Klassik na categoria Produção Musical Audiovisual por sua atuação em Vivaldi: Stabat Mater junto com Jan Tomasz Adamus e Capella Cracoviensis, Alemanha (2022) [47][48]
- Prêmio Opus Klassik na categoria Cantor Masculino do Ano por sua atuação em Farewells, Alemanha (2023) [49]

## Discografia

### Álbuns
| Título                | Detalhes do álbum                                                                                                   | Posições de pico no gráfico | Posições de pico no gráfico | Posições de pico no gráfico | Posições de pico no gráfico | Posições de pico no gráfico | Posições de pico no gráfico | Posições de pico no gráfico | Posições de pico no gráfico | Posições de pico no gráfico |
| Título                | Detalhes do álbum                                                                                                   | POL                         | BEL (WA)                    | BEL (FL)                    | SWI                         | França                      | Classif. FRA.               | Classif. Reino Unido        | Classif. EUA                | EUA Classif. Trad.          |
| --------------------- | --- | --------------------------- | --------------------------- | --------------------------- | --------------------------- | --------------------------- | --------------------------- | --------------------------- | --------------------------- | --------------------------- |
| Anima Sacra           | - Lançado: 28 de outubro de 2018 - Gravadora: Erato, Warner Classics - Formato: CD, LP, download digital, streaming | -                           | 110                         | 96                          | -                           | 160                         | 3                           | 8                           | -                           | 3                           |
| Facce d’amore         | - Lançado: 8 de novembro de 2019 - Gravadora: Erato, Warner Classics - Formato: CD, LP, download digital, streaming | -                           | 65                          | 196                         | 55                          | 46                          | 1                           | 10                          | 5                           | 3                           |
| Anima Aeterna         | - Lançado: 8 de outubro de 2021 - Gravadora: Erato, Warner Classics - Formato: LP, download digital, streaming      | 32                          | 199                         | 112                         | 88                          | -                           | 2                           | 10                          | -                           | 4                           |
| Vivaldi: Stabat mater | - Lançado: 18 de março de 2022 - Gravadora: Erato, Warner Classics - Formato: LP, download digital, streaming       | 34                          | 119                         | -                           | 96                          | -                           | 1                           | 19                          | -                           | -                           |
| Farewells             | - Lançado: 13 de maio de 2022 - Gravadora: Erato, Warner Classics - Formato: LP, download digital, streaming        | 39                          | -                           | -                           | -                           | -                           | 9                           | 40                          | -                           | -                           |
| Beyond                | - Lançado: 13 de maio de 2022 - Gravadora: Erato, Warner Classics - Formato: LP, download digital, streaming        | 42                          | 199                         | -                           | -                           | -                           | 5                           | 13                          | -                           | -                           |